# Взрыв в Белгороде 20 апреля 2023 года
Инцидент со взрывом авиабомбы в Белгороде 20 апреля 2023 года произошёл по причине нештатного схода боеприпаса с российского истребителя-бомбардировщика Су-34, как заявило Минобороны РФ.

## Обстановка
После российского вторжения в Украину Белгород, расположенный в 40 км от российско-украинской границы, превратился в прифронтовой город. Из района Белгорода российская авиация регулярно наносила удары по Черниговской, Харьковской и Сумской областям Украины.

## Инцидент
В пропагандистском Telegram-канале «Zаписки ветерана» за день до взрыва появлялись следующие сообщения, которые позже были удалены:

 «Ништяк, ребята полетели движуху наводить. Щас ебанёт <…>. Давненько здесь не летали. На подвесах ФАБ 1500. <…> Донецк, в Белгороде не знают что такое минусы. Подскажем?»
Вскоре после происшествия поздним вечером у пересечения проспекта Ватутина и улицы Губкина в Белгороде, в сети появилась информация о мощном взрыве авиабомбы, в результате которого образовалась огромная воронка на проезжей части. Разрушения получили неподалёку расположенный продуктовый магазин и фасады ближайших домов, было повреждено несколько автомобилей, один из которых взрывной волной забросило на крышу магазина. Сообщалось о трёх пострадавших, один из них находился в тяжёлом состоянии.
Заявленной Минобороны РФ причиной взрыва назван «нештатный сход авиационного боеприпаса» с российского истребителя-бомбардировщика Су-34.
При замедленном просмотре записи взрыва видно, что сначала разрывается асфальт, потом становится виден дым, и уже после этого произошёл взрыв; рассматривалась версия, что снарядом был фугас с замедлителем (между ударом о землю предполагаемой авиабомбы и взрывом проходит примерно 18 секунд).

## Вторая и третья бомбы

### Вторая бомба
На следующий день, по словам губернатора Белгородской области Вячеслава Гладкова, в Белгороде обнаружили вторую авиабомбу недалеко от места взрыва первой. Власти провели эвакуацию жителей 17 домов (около 3000 человек), разместив их в пунктах временного размещения и отпустив по домам после того, как военные взрывотехники решили отвезти снаряд на полигон и «обезвредить» его там.
Издание Baza писало, что сапёры обнаружили 500-килограммовую бомбу ФАБ-500 на глубине семи метров — найти её сразу помешали грунтовые воды.

### Третья бомба
4 мая в селе Головчино Белгородской области (в 10 км от украинской границы) была обнаружена третья авиабомба ФАБ-500.

## Оценки
По предположению пророссийского военного аналитика и блогера Бориса Рожина, авария могла быть результатом неисправности прикрепленного к боеприпасу комплекта GPS-наведения; украинские официальные лица и военные аналитики говорили, что Москва использует комплекты по превращению неуправляемых боеприпасы в дешёвую замену высокоточному авиационному оружию. Эти комплекты ещё «сырые» и могут легко выйти из строя, что может привести к авариям, подобным той, что случилась в Белгороде, писал Рожин.
Военный эксперт Павел Лузин говорил, что инцидент в Белгороде, как и крушения российских военных самолетов Су-34 в Ейске и Су-30 в Иркутске может говорить о том, что в условиях войны с Украиной в России «хорошие пилоты закончились».  По мнению Лузина, случившиеся в Белгороде произошло из-за попытки российских сил бомбить Харьков с большей дистанции с помощью планирующих бомб. О том, что инцидент в Белгороде могли вызвать планирующие бомбы говорили и OSINT-аналитик Кирилл Михайлов, и связанный с российскими ВВС блогер Fighterbomber. За несколько месяцев до инцидента в Белгороде российская авиация стала активно использовать УМПК против украинских сил, не заходя в зону действия украинских ПВО.  Однако, по мнению экспертов, «сырость» этой технологии могла привести к нештатному срабатыванию этого вооружения. Такая версия предполагала, что сам сброс бомб в районе Белгорода был штатным, но произошла ошибка в системе модуля планирования боеприпаса. Однако, как отмечало издание Meduza, никаких доказательств в пользу этой версии к маю 2023 года представлено не было. Журналисты говорили и о другой версии случившегося: самолет ВВС РФ использовал обычную бомбу и не должен был сбрасывать её в районе Белгорода, однако случайно это произошло из-за технических проблем или человеческого фактора.